# CASCADE
CASCADE är ett europeiskt forskningsnätverk finansierat av EU som forskar på kemikalier i mat.

## Organisation
Nätverket koordineras sedan starten 2004 från Karolinska Institutet och kontoret ligger i Novum Forskningspark. Koordinator är Professor Jan-Åke Gustafsson. Runt 200 europeiska forskare är aktiva i nätverket, som innefattar 19 forskargrupper i nio europeiska länder.

## Forskning
Forskningens inriktning är mot kemikalier med hormonstörande effekt. Fyra modellsubstanser har valts som fokus: växtöstrogenet genistein (i sojaprodukter), mjukgöraren Bisfenol (i härdad plast, lim, färg), bekämpningsmedlet vinklozolin samt dioxin, som bildas vid förbränning.

## Övrigt
CASCADE är initiativtagare till det europeiska nätverket CommNet, där kommunikatörer från forskningsprojekt i EU:s sjätte ramprogram samarbetar runt frågor om forskningskommunikation.
I november 2005 publicerade forskare från CASCADE en artikel i Financial Times inför omröstningen om EU:s nya kemikalielagstiftning, REACH. . Inför omröstningen publicerades även artiklar i svenska medier, bl.a. i Sydsvenskan. 
I september och oktober 2008 förekom CASCADE i medierna angående Bisfenol-A i nappflaskor, och dioxinkontamination i irländskt griskött.